# Franz Ferdinand
Franz Ferdinand — шотландський інді-рок-гурт з міста Ґлазґо, створений 2002 року.

## Історія
Члени «Franz Ferdinand» грали в різних гуртах протягом 1990-х років, в тім числі й таких гуртах, як «The Karelia», «Yummy Fur», «10p invalders» та «Embryo». Алекс Капранос та Пол Томсон грали разом у гурті «Yummy Fur» і згодом об'єдналися, щоб писати пісні. Приблизно в той же час, Капранос навчав свого друга Боба Харді грати на бас-гітарі. Капранос зустрівся з гітаристом Ніком МакКарті, який повернувся до Шотландії після навчання джазової гри в Німеччині, в 2001 році.
У травні 2003 року гурт підписав контракт з незалежним лейблом Domino Records та записав міні-альбом, який планувалось випустити самостійно, проте замість цього його випустили на Domino, під назвою Darts of Pleasure, в другій половині 2003 року.

### Franz Ferdinand(2004)
Свій дебютний альбом гурт записував на Gula Studios в Мальме під керівництвом продюсера гурту The Cardigans Торе Йоханссона. 9 лютого 2004 року вийшов альбом «Franz Ferdinand», за який гурт отримав 2 нагороди на Brit Awards 2005 року. Було продано близько 3,6 мільйонів копій альбому по всьому світу.

### You Could Have It So Much Better(2005—2006)

Виступ Franz Ferdinand 2009 року

Більшу частину 2005 року гурт провів у студії в Шотландії, записуючи наступний, другий за ліком, альбом під назвою «You Could Have It So Much Better». Він вийшов 3 жовтня 2005 року. Обкладинка альбому була стилізована під плакат радянського художника Олександра Родченка, 1924 року з зображенням Лілі Брик.

### Tonight: Franz Ferdinand(2007–2009)
26 січня 2009 року вийшов третій студійний альбом, який гурт записав в Ґлазґо в середині 2007 року.

### Right Thoughts, Right Words, Right Action(2010—2013)
У лютому 2010 року гурт оголосив про початок запису четвертого студійного альбому, який вийшов 26 серпня 2013 року та отримав назву «Right Thoughts, Right Words, Right Action».

### Благодійний захід «Night for Ukraine»(9 березня 2022 року)
Franz Ferdinand виступив на благодійному заході «Night for Ukraine», який відбувся в Раундхаусі на півночі Лондона ввечері 9 березня 2022 року. Зібрані кошти були передані комітету з надзвичайних ситуацій Disasters Emergency Committee, для надання допомоги людям, які після російського вторгнення були змушені покинути Україну. Благодійний захід був організований Фаб'єном Ріггаллом (Fabien Riggall) у співпраці з вихідцями з України, поп-дуетом Bloom Twins.

## Учасники
| Поточний склад - Алекс Капранос — вокал, соло-гітара (2002–дотепер); клавішні, піаніно (2005–дотепер) - Боб Гарді — бас-гітара, перкусія (2002–дотепер); бек-вокал (2002–2008) - Діно Бардо — ритм-гітара, бек-вокал (2017–дотепер) - Джуліан Коррі — клавішні, синтезатори, соло-гітара, бек-вокал (2017–дотепер) - Одрі Тейт — барабани, перкусія (2021–дотепер) | Колишні учасники - Нік Маккарті — ритм-гітара, клавішні, синтезатори, піаніно, бек-вокал та іноді сольний вокал (2002–2016) - Пол Томсон — барабани, перкусія, бек-вокал та іноді сольний вокал (2002–2021) |

## Дискографія
Студійні альбоми
- Franz Ferdinand, 2004
- You Could Have It So Much Better, 2005
- Tonight: Franz Ferdinand, 2009
- Right Thoughts, Right Words, Right Action, 2013
- Always Ascending, 2018
- The Human Fear, 2025